# Pragoimex EVO
EVO ist ein modularer Straßenbahntriebwagen des tschechischen Herstellers Pragoimex. Das Gelenkfahrzeug EVO2 war der erste Typ des Herstellers, der konstruktiv nicht mehr unmittelbar auf der T-Reihe von ČKD Tatra basiert. Später entstand auch die vierachsige Variante EVO1. Die mehrgliedrigen Varianten EVO3 und EVO4 werden angeboten, wurden aber bislang nicht gebaut.

## Geschichte

### EVO2
Nach dem Erfolg mit der Baureihenfamilie VarioLF forderte der Liberecer Verkehrsbetrieb Dopravní podnik měst Liberce a Jablonce nad Nisou (DPMLJ) als Betreiber der Straßenbahn Liberec einen neuen niederflurigen Gelenkwagen mit sechs Achsen. Für den Prototyp zahlte Liberec netto 38 Millionen Kronen. Es bestand eine Option auf sieben weitere Fahrzeuge, die für den Betrieb auf der geplanten Neubaustrecke in den Stadtteil Rochlice vorgesehen waren. Aufgrund der angespannten Haushaltslage des Stadt Liberec wurden die Netzerweiterung gestoppt und keine weiteren Fahrzeuge bestellt. Der Prototyp gelang nach den Zulassungsfahrten im Juni 2013 in den Linienbetrieb.
Im Sommer 2018 gewann das Konsortium mit dem Typ EVO2 eine öffentliche Ausschreibung für bis zu 41 neue Straßenbahnfahrzeuge für die Straßenbahn Brünn. Die Besonderheit an diesem Auftrag war die Lieferung von Komponenten und die Montage in den Werkstätten des  Straßenbahnbetriebs. Der Gesamtauftragswert lag bei einer Milliarde Kronen. Im Gegensatz zum Prototyp erhielten diese die Steuerung TV Europulse von der tschechischen Firma Cegelec a.s. statt von Škoda Electric, deren Muttergesellschaft am Evo-Hersteller Pragoimex einen Anteil von 32 Prozent besitzt.
| Staat      | Netz                      | Lieferjahre | Anzahl |
| ---------- | ------------------------- | ----------- | ------ |
| Tschechien | Straßenbahn Liberec       | 2012        | 1      |
| Tschechien | Straßenbahn Most–Litvínov | 2019–2021   | 5      |
| Tschechien | Straßenbahn Pilsen        | 2019–2021   | 16     |
| Tschechien | Straßenbahn Brünn         | 2020–2023   | 29     |

### EVO1
Auf Grundlage des EVO2 entstand mit dem Typ EVO1 auch ein vierachsiger Straßenbahnwagen als Einrichtungsfahrzeug. Der Prototyp wurde auf der Messe Czech Raildays in Ostrava vorgestellt und ist seit 2016 bei der Straßenbahn Most–Litvínov im Einsatz. Komplettiert wurde dieser Prototyp in den Werkstätten des Prager Verkehrsbetriebs DPP und auf dem dortigen Netz der Straßenbahn Prag getestet. Eine Bestellung unterblieb in Prag, die Stadt entschied sich für die kostengünstigere Rekonstruktion von Tatra T3 mit Niederflurmittelteil. Für die Straßenbahn Olomouc wurden 2018 fünf serienreife EVO1 geliefert. Weitere vier EVO1/o bestellte Olomouc ebenfalls als Einrichtungsfahrzeug mit Auslieferung von 2018 bis 2022. Der EVO1/o hat auf beiden Fahrzeugseiten Türen. Durch das Kuppeln von EVO1 und EVO1/o entstehen Zweirichtungsfahrzeuge.
| Staat      | Netz                      | Lieferjahre | Anmerkung | Anzahl |
| ---------- | ------------------------- | ----------- | --------- | ------ |
| Tschechien | Straßenbahn Most–Litvínov | 2016        | Prototyp  | 1      |
| Tschechien | Straßenbahn Olomouc       | 2018        |           | 5      |
| Tschechien | Straßenbahn Olomouc       | 2018–2022   | EVO1/o    | 4      |
| Lettland   | Straßenbahn Daugavpils    | 2023        | EVO1      | 4      |

### Konzept EVO3 und EVO4
Der EVO3 ist als 29,6 Meter langes Fahrzeug mit Platz für bis zu 233 Personen (davon 63 Sitzplätze) konzipiert. Fahrgäste können über fünf Türen zu- und aussteigen. Die drei Glieder stehen auf vier angetriebenen Drehgestellen mit einer Antriebsleistung von 520 kW.
Die viergliedrige Version EVO4 mit einer Leistung von 780 kW, verteilt auf allen sechs angetriebenen Drehgestellen, hätte eine Kapazität für bis zu 322 Fahrgäste (davon 92 Sitzplätze). Der Typ EVO4 hat eine Länge von 42 Metern und acht Türen.

## Technische Merkmale
Alliance TW sieht eine modulare Konzeption EVO vor. Das Fahrzeug lässt sich auch als Dreiteiler mit vier Drehgestellen (Typ EVO3) und Vierteiler mit sechs Drehgestellen (Typ EVO4) bauen. Möglich ist auch eine Spurweite von 1524 mm welche sich häufiger in den Nachfolgestaaten der Sowjetunion finden lässt oder die Konfiguration für eine Fahrleitungsspannung von 750 Volt. Mit Kupplungen lassen sich Fahrzeuge auch miteinander verbinden und vom vorausfahrenden Fahrzeug steuern.
Je nach Kundenwunsch lassen sich die Fahrzeuge mit Fahrgastinformationssystemenen innen und außen, Wi-Fi, digitalen Fahrgastzählern, Ticketentwertern und -automaten sowie Funktechnik für Kommunikationssysteme ausrüsten.

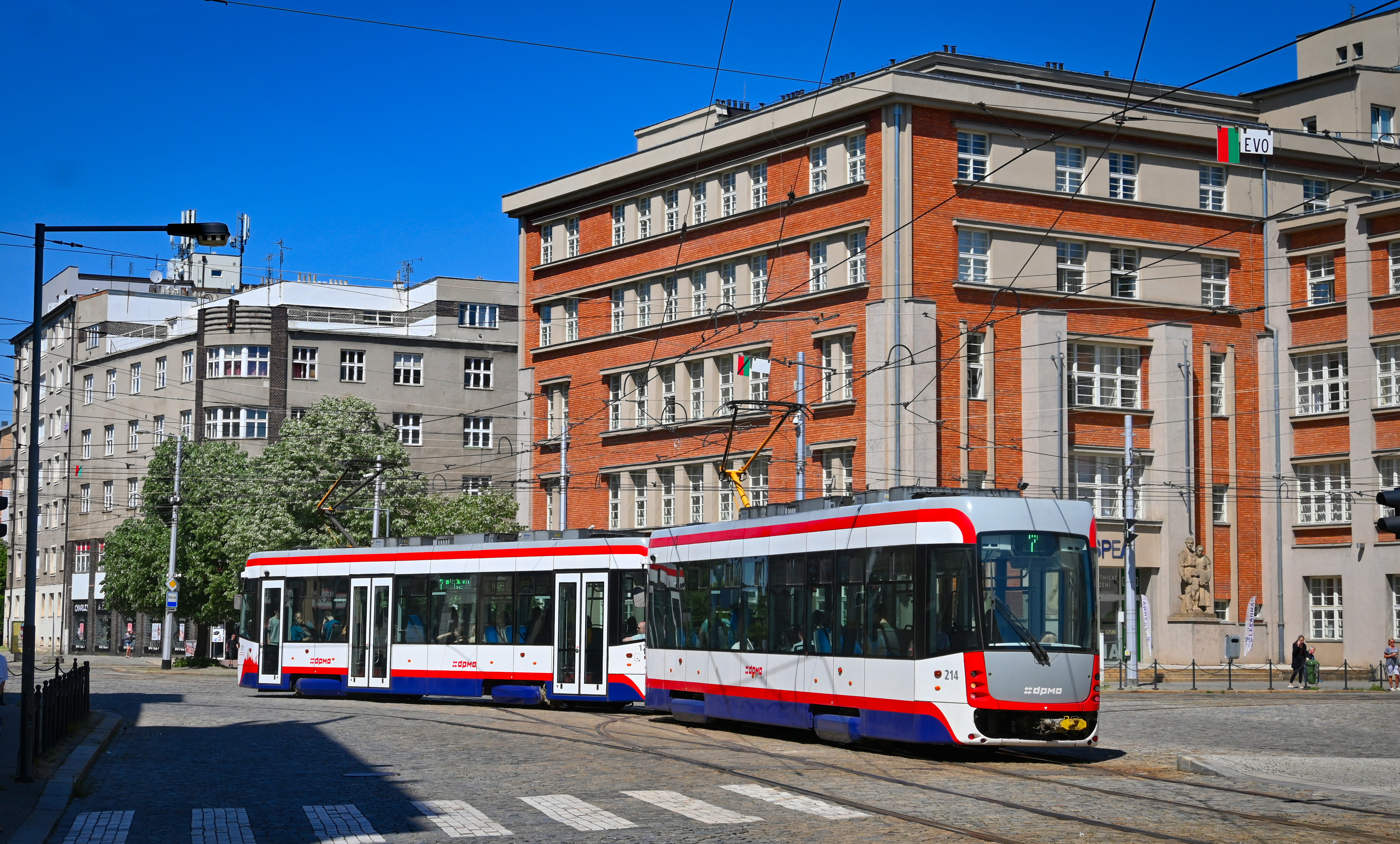
Gekuppelte EVO1 und EVO1/o in Olomouc
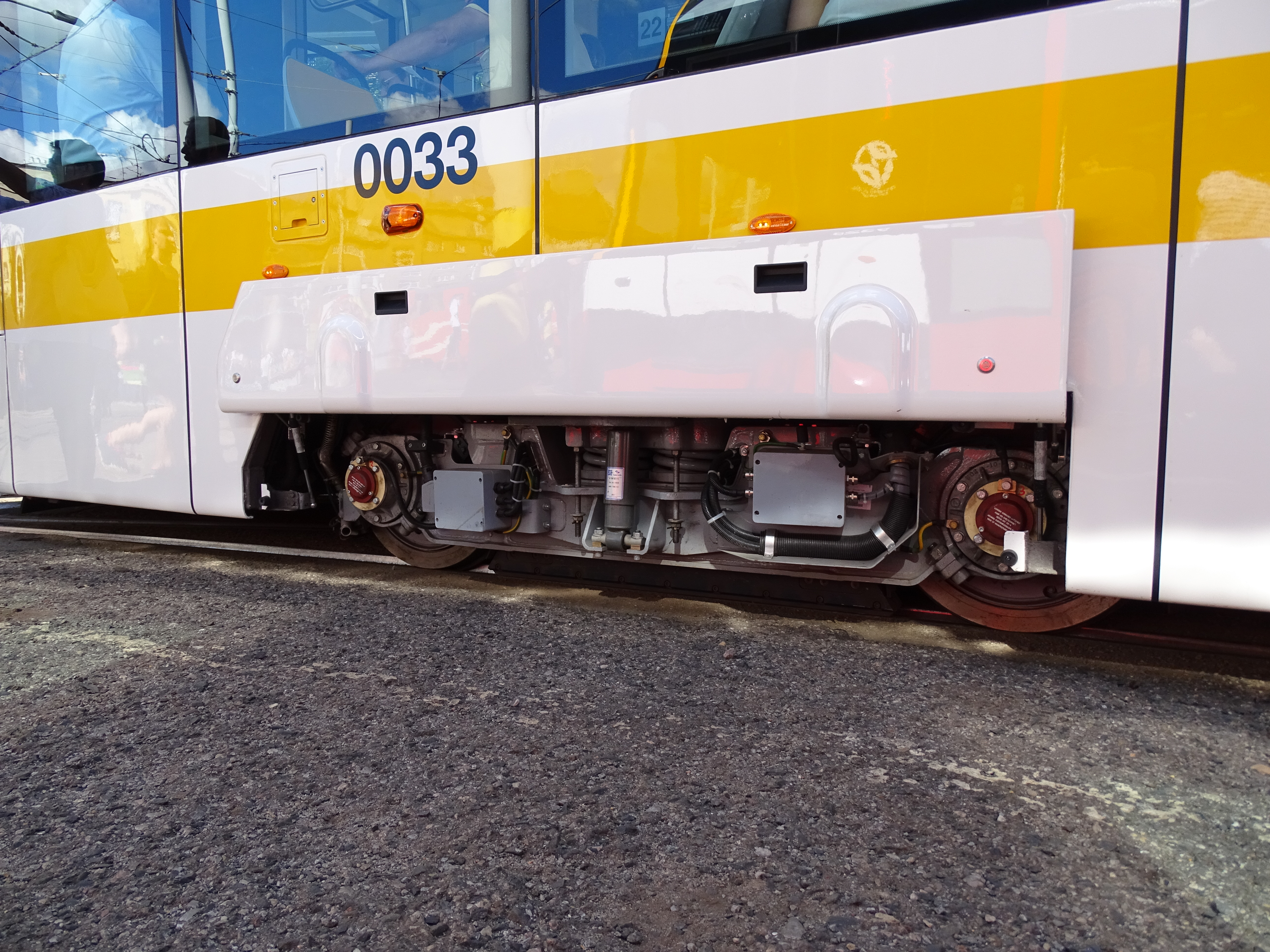
Drehgestell EVO Komfort
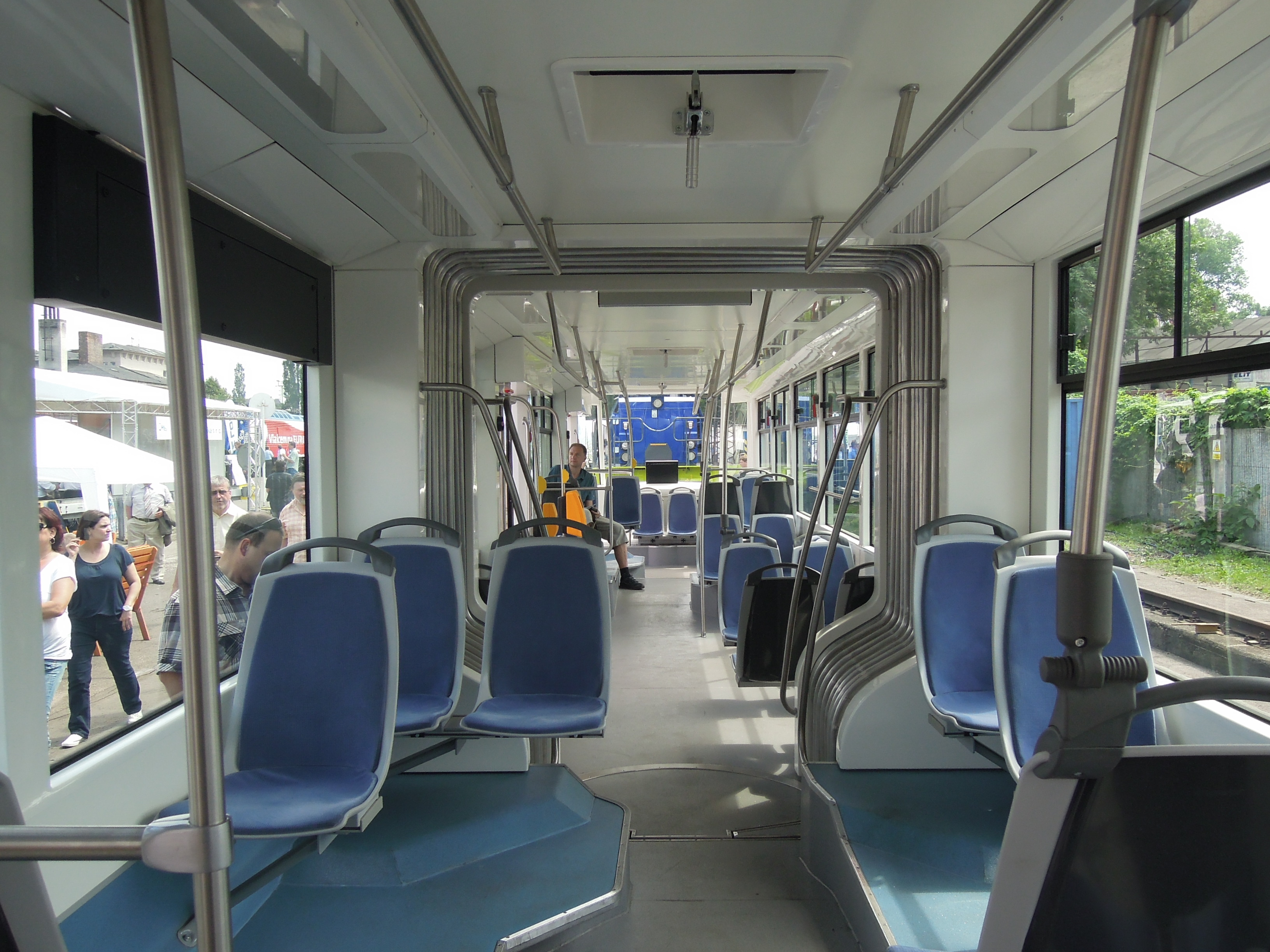
Fahrgastraum EVO2
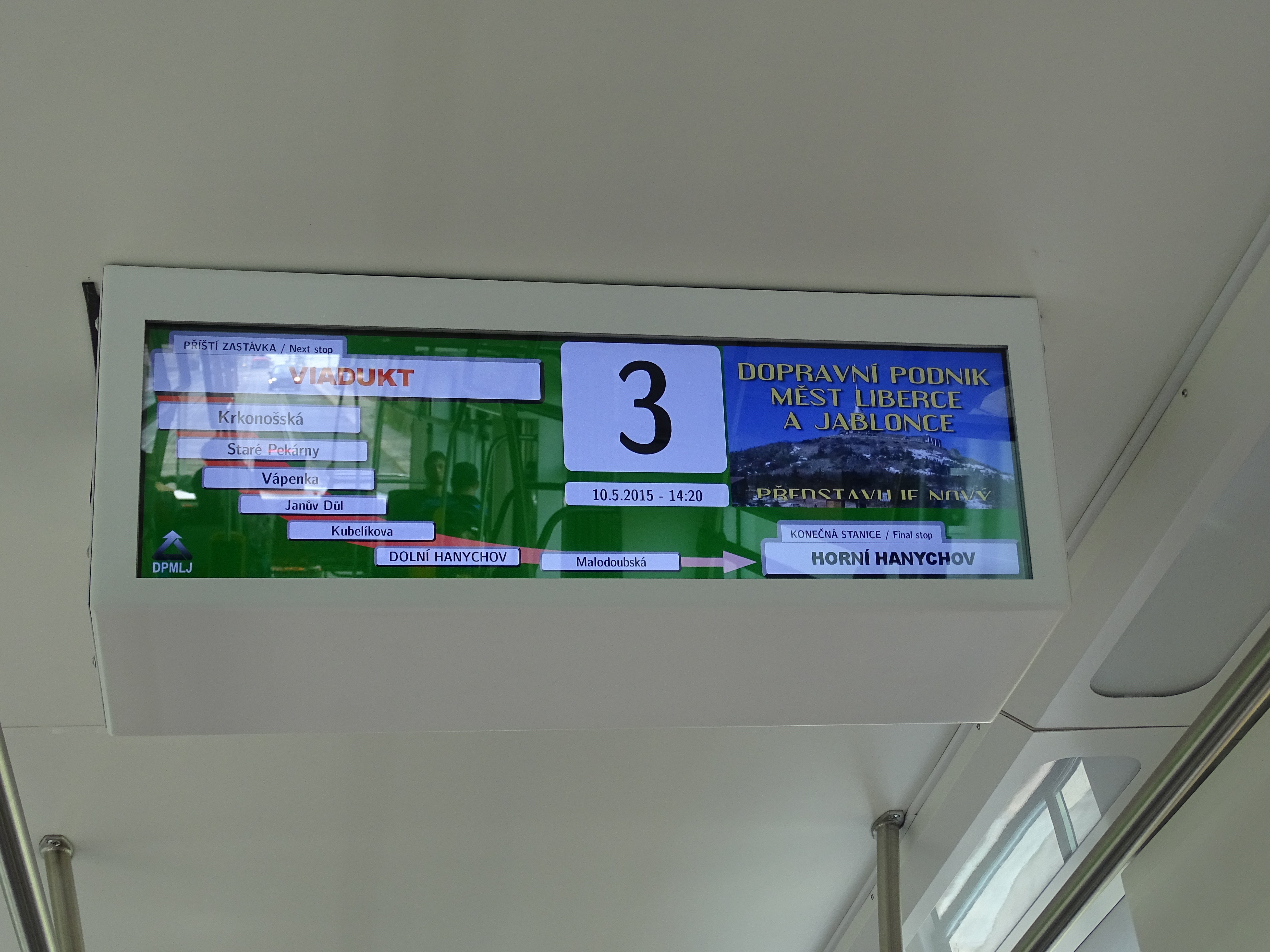
Fahrgastinformationssystem in Liberec

### Drehgestelle und elektrische Ausrüstung
Im vorderen Fahrzeugteil des EVO2 sind zwei Drehgestelle. Die Drehgestelle sind durch mit gummigefederten Radsätzen primärgefedert. Die sekundäre Federung erfolgt durch Schraubenfedern und hydraulische Stoßdämpfer. Der hintere Fahrzeugteil ruht auf einem Drehgestell. Die Sandstreueinrichtungen sind beheizt, damit sie im Winter nicht einfrieren. Auf der ersten Achse in Fahrtrichtung ist eine Spurkranzschmierung installiert. Die mit Elektrohydraulik- und Magnetschienenbremsen ausgestatteten Fahrzeuge speisen beim Bremsen Energie zurück in die Oberleitung. Der Einholmstromabnehmer wird mittels elektrisch angesteuerter Pneumatik ausgefahren und bei einem Aufprall autonom heruntergefahren um Schäden an der Oberleitung zu vermeiden. Die elektrische IGBT-Ausrüstung ist auf dem Dach montiert. Das digitale Kontrollsystem ist mikroprozessorgesteuert, die Kommunikation innerhalb des Fahrzeugs ist über das CAN-Bus-System realisiert.

### Wagenkasten
Der Wagenkasten ist in Stahldifferentialbauweise geschweißt und mit aufgeklebten GFK-Platten beplankt. Der Stahl ist mit einem Korrosionsschutz beschichtet. Das Dach ist in Sandwichbauweise gebaut. Auch die Köpfe, gestaltet durch den Architekten Ondřej Hilský, sind aus GFK. Die Gesamtstruktur entspricht der Europäischen Norm (EN) 12663-1 „Festigkeitsanforderungen an Wagenkästen von Schienenfahrzeugen“ sowie EN 15227 „Anforderungen für die Kollisionssicherheit von Schienenfahrzeugkästen“. Die Einhaltung dieser Normen wurde am Institut der angewandten Mechanik in Brno beurteilt und mit Crashtests im Jahr 2015 verifiziert.
Die Differentialbauweise ermöglicht unterschiedliche Türanordnungen. Die Standardlösung sieht beim EVO1 hinter dem Führerstand eine schmale nach außen öffnende Tür mit einer Breite von 0,75 Meter, in der Wagenmitte zwischen den Drehgestellen zwei Doppeltüren sowie am Wagenende eine Doppeltür à 1,3 Meter Breite vor.
Beim längeren Typ EVO2 stehen im hinteren Glied weitere zwei Doppeltüren mit einer Breite von 1,3 Meter für einen schnellen Fahrgastwechsel zur Verfügung. Im vorderen Glied befindet sich dann nur die schmale Tür hinter dem Fahrerstand und eine breite Doppeltür zwischen den Drehgestellen.

### Fahrgastraum und Führerstand
Die optionale Klimatisierung hat im Fall des Typs EVO1 eine Leistung von 25 kW, die Heizung wiederum ist unterhalb der Sitze platziert und erzeugt Warmluft. Die Leistung beträgt hier 6 × 3 kW. Zur Sicherheit der Fahrgäste und zur Prävention von Vandalismus ist in den Fahrgasträumen eine Videoüberwachung vorhanden.
Eine vom Fahrgastraum unabhängige Klimatisierung mit einer Leistung von 4,3 kW hat der Führerstand. Über Monitore liest der Fahrer die Geschwindigkeit ab und wird über Störungen am Antrieb und Drehgestellen informiert. Abgebildet werden auch Türöffnungen. Die Frontscheibe ist beheizt. Der Fahrer kann über Monitore und Videoüberwachung den Fahrgastraum im Blick behalten und über eine Sprechanlage mit den Fahrgästen kommunizieren. Am Wagenende ohne Führerstand befindet sich eine vereinfachte, gegen unerwünschte Bedienung geschützte Steuerungseinrichtung, um das Fahrzeug bei Bedarf zurücksetzen zu können.